# VV Leeuwarden in het seizoen 1963/64
Het seizoen 1963/1964 was het 10e jaar in het bestaan van de Leeuwardense betaaldvoetbalclub Leeuwarden, dit was het laatste jaar voor de club. De licentie werd overgenomen door de nieuwe club SC Cambuur. De club kwam uit in de Tweede divisie A en eindigde daarin op de negende plaats. Tevens deed de club mee aan het toernooi om de KNVB beker, hierin werd in de eerste ronde verloren van SHS (2–1).

## Wedstrijdstatistieken

### Tweede divisie A
|       | Alkmaar '54 | Be Quick | EDO   | 't Gooi | Haarlem | Heerenveen | Hilversum | HVC   | KFC   | PEC   | RCH   | Tubantia | ZFC   | Zwartemeer | Zwolsche Boys |
| ----- | ----------- | -------- | ----- | ------- | ------- | ---------- | --------- | ----- | ----- | ----- | ----- | -------- | ----- | ---------- | ------------- |
| Thuis | 0 – 4       | 4 – 3    | 6 – 1 | 2 – 0   | 2 – 1   | 1 – 1      | 0 – 0     | 5 – 0 | 2 – 2 | 2 – 0 | 0 – 2 | 0 – 2    | 1 – 3 | 4 – 1      | 1 – 1         |
| Uit   | 2 – 0       | 0 – 0    | 0 – 3 | 2 – 2   | 3 – 2   | 1 – 1      | 3 – 1     | 4 – 0 | 2 – 1 | 3 – 3 | 3 – 3 | 2 – 1    | 1 – 3 | 3 – 0      | 2 – 0         |

### KNVB Beker
| 1e ronde                                    | SHS                            | 2 – 1 (1 – 1) | Leeuwarden       |
| 29 september 1963 Plaats: Den Haag Houtrust | Jan Fransz 14' Mick Clavan 55' |               | 29' Jetze Pascal |

## Statistieken Leeuwarden 1963/1964

### Eindstand Leeuwarden in de Nederlandse Tweede divisie A 1963 / 1964
| Stand | Gespeeld | Gewonnen | Gelijk | Verloren | Punten | Doelpunten voor | Doelpunten tegen |
| ----- | -------- | -------- | ------ | -------- | ------ | --------------- | ---------------- |
| 9e    | 30       | 9        | 9      | 12       | 27     | 50              | 52               |

### Topscorers
| #      | Naam                        | Goal |
| ------ | --------------------------- | ---- |
| 1.     | Dirk Roelfsema              | 23   |
| 2.     | Jetze Pascal                | 7    |
| 3.     | Gerrit Tardy                | 6    |
| 4.     | Wietze Couperus             | 4    |
| 5.     | Henk Iwema                  | 3    |
| 5.     | Domingo Rodriguez y Artiles | 3    |
| 7.     | Marius Delgrosso            | 2    |
| 8.     | Johannes Bakker             | 1    |
| 8.     | Jaap Mulder                 | 1    |
| Totaal | Totaal                      | 50   |

| #      | Naam         | Goal |
| ------ | ------------ | ---- |
| 1.     | Jetze Pascal | 1    |
| Totaal | Totaal       | 1    |